# Il nemico del mio nemico è mio amico
Il nemico del mio nemico è mio amico è un proverbio italiano. Sono popolari anche i suoi analoghi in altre lingue.

## Origine
Nonostante si sia diffusa la convinzione che la paternità di questo adagio sia araba, si tratta di un'ipotesi priva di fondamento, la sua effettiva origine è incerta.
Già nel secondo libro della Bibbia, si usa l'espressione: "nemico dei tuoi nemici" per indicare un alleato (Dio, in questo caso):
(Esodo 23:22)
Più tardi, nel IV secolo, il leggendario scrittore indiano Kautilya scrisse l'Arthaśāstra, un trattato di strategia militare da cui è stato tratto il motto – non letteralmente riportato nel libro – "ogni stato confinante è un nemico e il nemico del mio nemico è un alleato".
In Europa, risulta che il detto latino amicus meus, inimicus inimici mei (amico mio, nemico del mio nemico) fosse popolare nel millesettecento. Nel 1825 una traduzione inglese del libro Storia della conquista dell'Inghilterra da parte dei normanni descrisse come popolare il modo di pensare secondo cui "ogni nemico del proprio nemico è un amico". Il proverbio si affermò, almeno in lingua inglese, nel XIX secolo.
In cinematografia l'espressione è usata nel film AVP ( Alien Vs Predator del 2004 di Paul W.S.Anderson ) e viene pronunciata dall'attore italiano Raoul Bova.